# Hasely Crawford

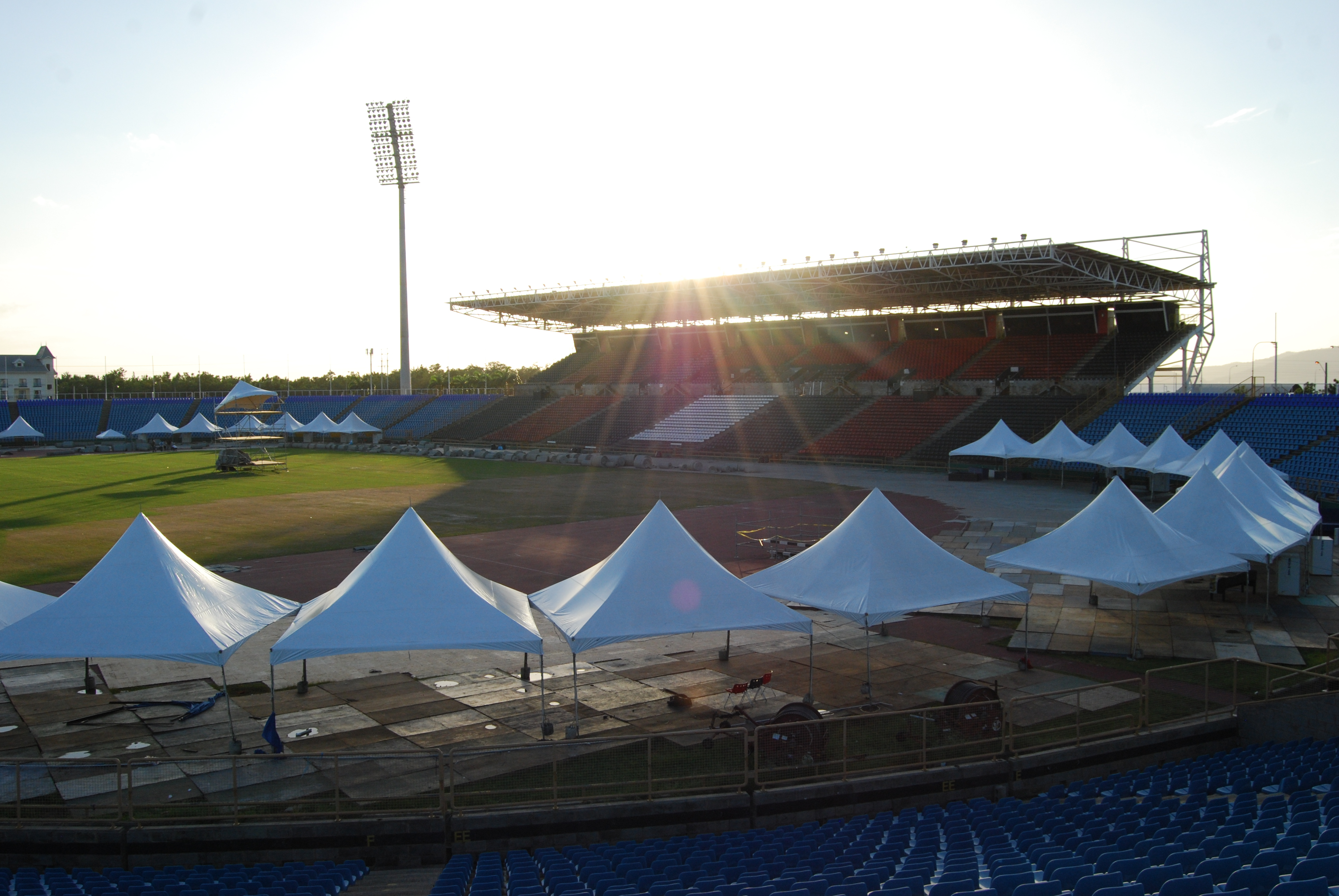
Estadio Nacional Hasely Crawford

Hasely Joachim Crawford (San Fernando, Trinidad y Tobago, 16 de agosto de 1950) es un exatleta trinitense especialista en pruebas de velocidad que se proclamó campeón olímpico de los 100 metros en los Juegos de Montreal 1976.

## Biografía
Crawford comenzó la práctica del atletismo a los 17 años. Debutó internacionalmente en 1970, ganando una medalla de bronce en los 100 m de los Juegos de la Commonwealth en Edimburgo.
En los Juegos Olímpicos de Múnich 1972 se clasificó para la final de los 100 metros, aunque tuvo que abandonar cuando apenas había recorrido 20 metros debido a una lesión.
En 1975 empezó a trabajar con el prestigioso entrenador estadounidense Bob Parks, que fue quien le preparó para competir en los Juegos Olímpicos de Montreal 1976.
En 1976 corrió pocas carreras antes de llegar a la cita olímpica. El gran favorito para ganar el oro de los 100 metros era el jamaicano Don Quarrie, que pocos meses antes había corrido esta distancia en 9,9.
Quarrie hizo una gran salida y era líder de la prueba, pero Crawford remontó y le superó en los metros finales, ganando la medalla de oro con 10,06 (la mejor marca de su vida), mientras Quarrie fue 2º con 10,08.
Crawford se clasificó también para la final de los 200 m, pero al igual que en los 100 m de Munich '72, un problema muscular le impidió acabar la prueba.
Su último resultado destacable fue la medalla de bronce en los Juegos de la Commonwealth de 1978 en Edmonton, por detrás del jamaicano Quarrie y del británico Allan Wells.
Participó también en los Juegos Olímpicos de Moscú 1980 y en los de Los Ángeles 1984, aunque ya estaba muy lejos de su mejor forma y no consiguió clasificarse para las finales.
Hasely Crawford es considerado un héroe nacional en Trinidad & Tobago, y el estadio más importante del país lleva su nombre. 

## Resultados
- Juegos de la Commonwealth de Edimburgo 1970 - 3º en 100 m (10,33w)
- Juegos Panamericanos de 1975 - 2º en 100 m (10,21)
- Juegos Olímpicos de Montreal 1976 - 1º en 100 m (10,06)
- Juegos de la Commonwealth de Edmonton 1978 - 3º en 100 m (10,09w), 2º en 4 x 100 m (39,29)

| Predecesor: Valery Borzov | Campeón Olímpico de 100 metros lisos Juegos Olímpicos de Montreal 1976 | Sucesor: Allan Wells |